# Dardanus sanguinocarpus
Dardanus sanguinocarpus är en kräftdjursart som beskrevs av Degener 1925. Dardanus sanguinocarpus ingår i släktet Dardanus och familjen Diogenidae. Inga underarter finns listade i Catalogue of Life.